# Sithon trifasciata
Sithon trifasciata är en fjärilsart som beskrevs av Crowley 1890. Sithon trifasciata ingår i släktet Sithon och familjen juvelvingar. Inga underarter finns listade i Catalogue of Life.